# Roman Hagara
Roman Hagara (Vienna, 30 aprile 1966) è un ex velista austriaco.
Ha vinto due medaglie d'oro olimpiche nella vela: una alle Olimpiadi 2000 a Sydney nella classe tornado e una ad Atene 2004, anche in questa caso nella specialità classe tornado. In entrambe le occasioni ha gareggiato con Hans-Peter Steinacher.
Ha partecipato anche alle Olimpiadi 1992 e alle Olimpiadi 2008.
Ha anche vinto due medaglie d'oro ai campionati del mondo (1987 e 1999), due medaglie d'argento (2000 e 2001) e una di bronzo (2006), tutte nella classe tornado.